# Rita Mae Brown
Rita Mae Brown (ur. 28 listopada 1944 w Hanoverze, w Pensylwanii) – amerykańska pisarka, poetka, scenarzystka, działaczka feministyczna oraz aktywistka lesbijska.

## Życiorys
Urodziła się w Hanover w stanie Pensylwania), a dorastała na Florydzie, gdzie też, w latach sześćdziesiątych XX wieku, rozpoczęła studia na Uniwersytecie Florydy. W trakcie studiów przeniosła się do Nowego Jorku i podjęła studia na Uniwersytecie Nowego Jorku. Na tej uczelni uzyskała dyplom z literatury angielskiej, a w nowojorskiej Szkole Sztuk Wizualnych – dyplom z kinematografii. Pracę doktorską z dziedziny nauk politycznych obroniła w Institute for Policy Studies w Waszyngtonie.
Jest aktywną działaczką polityczną. Działała w ruchu praw obywatelskich, ruchach antywojennych, lesbijsko-gejowskich (Gay Liberation) i feministycznych. Wraz ze Student Homophile League uczestniczyła w zamieszkach Stonewall w 1969 roku. Była aktywistką National Organization for Women (Narodowa Organizacja Kobiet), ale z powodu konfliktu z przewodniczącą, Betty Friedan, opuściła szeregi tej organizacji.
Jako pisarka zadebiutowała tomikami poezji w 1971 i 1973, ale rozgłos przyniosła jej powieść Rubyfruit Jungle (1973), z niespotykanymi w tamtym okresie wątkami lesbijskimi.
W życiu prywatnym była związana m.in. z tenisistką Martiną Navratilovą, aktorką i pisarką Fannie Flagg (autorką Smażonych zielonych pomidorów), Judy Nelson i zajmującą się polityką Elaine Noble. 
Działa także na rzecz ochrony zwierząt i opieki nad nimi. Od roku 2004 mieszka w okolicach Charlottesville w stanie Wirginia.

## Twórczość
Powieści i nowele
- Rubyfruit Jungle (1973), ISBN 0-553-27886-X,
- Wish You Were Here (1990), ISBN 978-0-553-28753-0,
- Rest in Pieces (1992), ISBN 978-0-553-56239-2,
- Murder at Monticello (1994), ISBN 978-0-553-57235-3,
- Pay Dirt (1995), ISBN 978-0-553-57236-0,
- Murder, She Meowed (1996), ISBN 978-0-553-57237-7,
- Murder on the Prowl (1998), ISBN 978-0-553-57540-8,
- Cat on the Scent (1999), ISBN 978-0-553-57541-5,
- Pawing Through the Past (2000), ISBN 978-0-553-58025-9,
- Loose Lips (2000), ISBN 0-553-38067-2,
- Outfoxed (2000),
- Claws and Effect (2001), ISBN 978-0-553-58090-7,
- Catch as Cat Can (2002), ISBN 978-0-553-58028-0,
- Alma Mater (2002), ISBN 0-345-45532-0,
- Hotspur (2002),
- Full Cry (2003),
- The Tail of the Tip-Off (2003), ISBN 978-0-553-58285-7,
- Whisker of Evil (2004), ISBN 978-0-553-58286-4,
- Cat's Eyewitness (2005), ISBN 978-0-553-58287-1,
- The Hunt Ball (2005),
- The Hounds and the Fury (2006),
- Sour Puss (2006), ISBN 978-0-553-58681-7,
- Puss n' Cahoots (2007), ISBN 978-0-553-58682-4,
- The Tell-Tale Horse (2007),
- Hounded to Death (2008),
- The Purrfect Murder (2008), ISBN 978-0-553-58683-1,
- Santa Clawed (2008),
- The Sand Castle (2008), ISBN 0-8021-1870-4,
- In Her Day, ISBN 0-553-27573-9,
- Six of One, ISBN 0-553-38037-0,
- Southern Discomfort, ISBN 0-553-27446-5,
- Sudden Death, ISBN 0-553-26930-5,
- High Hearts, ISBN 0-553-27888-6,
- Bingo, ISBN 0-553-38040-0,
- Venus Envy, ISBN 0-553-56497-8,
- Dolley: A Novel of Dolley Madison in Love and War, ISBN 0-553-56949-X,
- Riding Shotgun, ISBN 0-553-76353-9

Literatura faktu
- Starting from Scratch: A Different Kind of Writer's Manual,
- Rita Will: Memoir of a Literary Rabble-Rouser (autobiografia Brown),
- Sneaky Pie's Cookbook (1999)

Scenariusze filmowe (wybór)
- Mord podczas nudnego przyjęcia (The Slumber Party Massacre, 1982)
- I Love Liberty (1982)